# 那洛六法
那洛六法 (藏語：ན་རོའི་ཆོས་དྲུག，威利转写：na ro'i chos drug，THL：narö chö druk；英文：The Six Dharmas of Naropa)，又稱为那洛巴六瑜伽（The Six Yogas of Naropa），是無上瑜伽部中6种重要修炼方法的合称，為圓滿次第的一部份。傳承自那洛巴，为那洛巴综合密續中多种法门而成。
那洛六法最早傳承於噶舉派中，但最早对那洛六法进行系统论述者为格鲁派宗喀巴，他著有《深道那洛六法导引次第论》等。

## 内容
噶举派的那洛六法为拙火瑜伽、幻身瑜伽、光明瑜伽、夢中瑜伽、中陰瑜伽和遷識瑜伽。格鲁派则将中陰瑜伽视为幻身瑜伽的分支，外加夺舍瑜伽成为六法。
- 拙火瑜伽：为那洛六法的基础，目的是驾驭能量在体内经脉和脈輪中的运行，主要着重于臍輪。
- 幻身瑜伽：通过观察镜中幻影等方法，认识到自身和万物的如幻不实，主要着重于顶轮。
- 光明瑜伽：结合禅定和睡眠，认识到进入睡眠时出现的母净光并与之融合。
- 夢瑜伽：於夢中認識自己正在做夢，明白了梦境的虚幻，控制梦境、做清明夢，更進者修行夢中明光，並且體認白天生活有相似的虛幻性。
- 中陰瑜伽：目的是在死后的中阴境界能够悟道和解脱。
- 遷識瑜伽：又稱破瓦法，打通能量通往顶轮（梵穴）的途径。在死亡的刹那，灵识从此出体而成就。

噶举派传承有云：「道之根本为拙火」。学人先以拙火(kundalini energy)为收摄微细命勤气趣入中脉之方便，复藉此引发「俱生大乐」，此为一切修法所依之真实基础。往后所有圆满次第瑜伽皆依此建立。拙火的修持是导引命勤气入、住、消融於中脉，当行者於此法善巧后，即具有阻止菩提心漏失之力。行者依此便可依止业印作为助缘引生「四喜」，复依四喜而引发俱生大乐，复把俱生大乐与空性和合。
「拙火瑜伽」是由《喜金刚根本续》(Hevajra Tantra)及《嘿噜噶胜乐轮根本续》(Heruka Cakrasamvara Tantra)的教法结合而成。「幻身瑜伽」及「光明瑜伽」是源於《密集根本续》(Guhyasamaja Tantra)。「迁识瑜伽」则出於《吉祥四座续》(Shri Caturpita Tantra)。